# Suhayl Idris

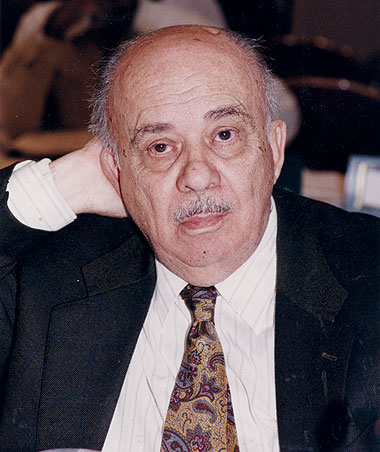
Suhayl Idris

Suhayl Idris (1925 - 19 de febrero de 2008) fue un novelista libanés, escritor de historia corta, periodista y traductor.

## Vida
Idris estudió en Beirut antes de ir a estudiar a París y obtener un doctorado en la Sorbona. Su primera colección, Ashwaq, se publicó en 1947. Idriss regresó a Beirut en 1952, donde fundó al-Adab, una revista literaria mensual que se convirtió en uno de los principales periódicos de su tipo.  Varias de sus novelas tienen temas autobiográficos, como al-Hayy al-Latini (1954) y al-Khandaq al-ghamiq (1958). 
Idris también tradujo la obra de muchos escritores europeos, incluyendo la mayoría de los escritos de Jean-Paul Sartre y Albert Camus.